# 萊弗里特 (麻薩諸塞州)
萊弗里特（英語：Leverett）是一個位於美國麻薩諸塞州富蘭克林縣的鎮。

## 人口
根據2020年美國人口普查的數據，萊弗里特的面積為59.50平方千米，當中陸地面積為59.20平方千米，而水域面積為0.30平方千米。當地共有人口1865人，而人口密度為每平方千米31人。